# Domingo Díaz Moreno
Domingo Díaz Moreno y Pérez Cerqueyra o simplemente Domingo Pérez (¿Ponte de Lima?, Reino de Portugal, ca. 1543–Concepción del Bermejo, gobernación del Río de la Plata y del Paraguay, ca. 1610) fue un militar portugués que durante la unión dinástica estuvo al servicio del Imperio español y llegó al rango de capitán, como conquistador del Tucumán fue uno de los primeros vecinos de la ciudad de Nuestra Señora de Talavera de Esteco hacia 1580 —y encomendero de Guacará en 1584, la cual pasaría al año siguiente a la jurisdicción rioplatense— en donde fue cabildante hasta su fusión con los habitantes de Madrid de las Juntas para trasladarlos en 1609 a la nueva ciudad Nuestra Señora de Talavera de Madrid de Esteco, más hacia el oeste, por lo que con la familia y para acercarse a su encomienda, se avecindó en la incipiente ciudad de Concepción de Buena Esperanza del Bermejo.

## Biografía hasta recibir la mitad de la encomienda tucumana de Guacará

### Primeros años en el reino portugués
Domingo Díaz Moreno y Pérez Cerqueyra había nacido hacia el año 1543 en alguna parte del Reino de Portugal, muy probablemente en la ciudad de Ponte de Lima, en donde posteriormente se casaría y tendría a su único hijo bien documentado.

### Viaje a la Sudamérica luso-hispana
Hacia 1580 Domingo Díaz Moreno viajó junto a su familia a Sudamérica, por lo que pasaría por el gobierno general del Brasil, y debido a la unión dinástica Filipina de Portugal con el Imperio español pasó al Virreinato del Perú muy probablemente por la vía del Río de la Plata, el Paraná y el Salado del Norte, para radicarse en la gobernación del Tucumán, en donde fue uno de los primeros vecinos de la ciudad de Nuestra Señora de Talavera de Esteco.

### Encomendero de Guacará y litigios jurisdiccionales
En el año 1584 se le adjudicó en la región chaqueña austral de la jurisdicción de la entonces tenencia de gobierno de Talavera de Esteco —que conformaba a su vez a la gobernación del Tucumán— y durante el mandato de Francisco de Benavente, la mitad de la encomienda de Guacará, a la cual se llegaba a través de la senda macomita.
Inmediatamente surgieron problemas limítrofes con la vecina gobernación del Río de la Plata y del Paraguay que consideraba dichos territorios en su jurisdicción nominal, por lo que a través de Alonso de Vera y Aragón y Calderón fundó la nueva ciudad de Concepción de Buena Esperanza en 1585, que pasaba a ser capital de su incipiente tenencia de gobierno de Concepción del Bermejo. En 1586 asumió Lope Bravo de Zamora como nuevo teniente de gobernador de Talavera de Esteco, y ocupó el cargo hasta 1590.
En la otra mitad de Guacará estaba como encomendero rioplatense su futuro consuegro Antón Martín de Don Benito y Yupanqui, con quien podrían haber contribuido a erigir la nueva ciudad de Corrientes en 1588, junto a su fundador el adelantado Juan Torres de Vera y Aragón, Alonso de Vera y Aragón el Tupí y Hernando Arias de Saavedra.
En la vecina Matará era encomendero Hernán Mejía de Mirabal —que había sido teniente de gobernador de Santiago del Estero en 1577 a 1579 y desde este año como teniente de gobernador general de Córdoba hasta 1580— y una vez fallecido en 1596 se lo heredó a su esposa Isabel de Salazar, que se volvió a casar   
con el ya citado teniente de gobernador Alonso de Vera y Aragón y Calderón pero volvió a enviudar en 1605. Todas estas localidades quedaban definitivamente dentro de la jurisdicción rioplatense.

## Cabildante de Talavera de Esteco Vieja, vecino de Concepción y deceso

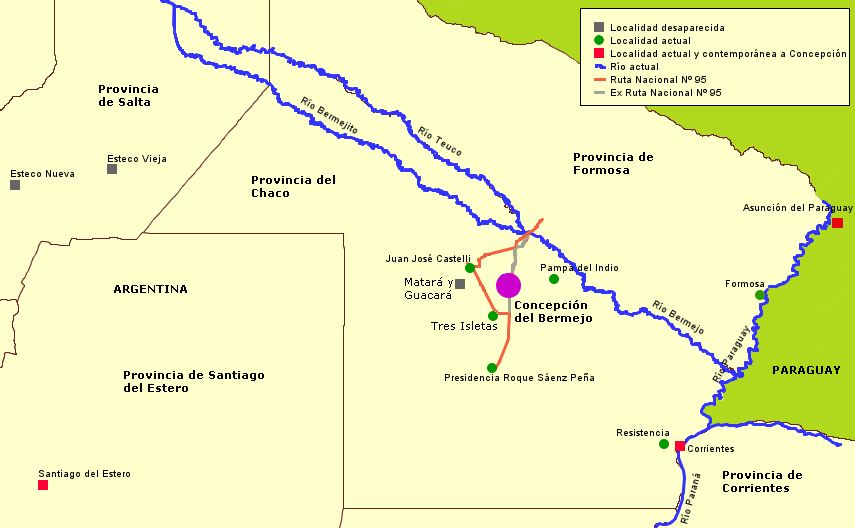
La ciudad tucumana de Esteco Nueva con la estancia Esteco El Viejo y rancheríos de Culicas-Yatasto, y las ciudades rioplatenses de Concepción del Bermejo, con sus encomiendas Matará-Guacará, y de Corrientes.

### Oficial de la Real Hacienda y regidor del Cabildo
En la ciudad de Esteco Vieja fue oficial de la Real Hacienda desde 1589 y continuó en el puesto en 1592 cuando asumió Fernando Álvarez de Toledo Pimentel como nuevo teniente de gobernador de Talavera de Esteco.
Hacia 1599 Domingo Díaz Moreno fue elegido varias veces sucesivas como regidor de su Cabildo, hasta que en 1609 la mayoría de los habitantes de la urbe junto a los de la ciudad de Madrid de las Juntas —que había sido fundada en 1592 por el gobernador tucumano Juan Ramírez de Velasco— se trasladaron a una nueva ubicación en donde fundaron una nueva ciudad llamada Nuestra Señora de Talavera de Madrid de Esteco.
Solo un pequeño contingente de personas de la despoblada ciudad se quedaron en una estancia que mantuvo el nombre de Esteco El Viejo y otros pocos en los próximos rancheríos de Culicas y Yatasto, que también formaban parte de la jurisdicción tucumana.

### Vecino encomendero de Concepción y fallecimiento

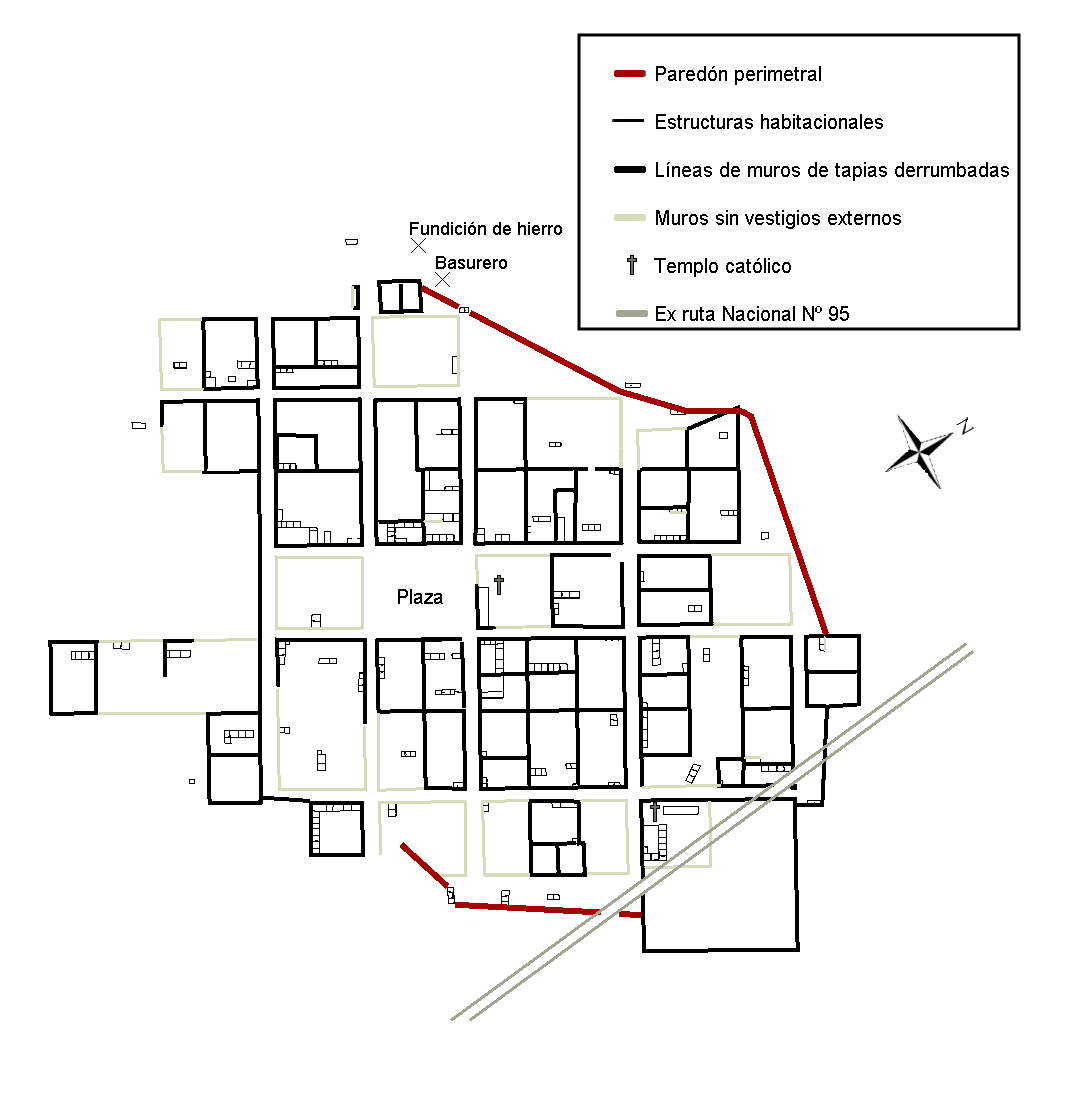
Plano de la extinta ciudad de Concepción del Bermejo o de Buena Esperanza (1585-1632).

Como era propietario de la mitad de la encomienda de Guacará se avecindó junto a su esposa, hijo, nuera y nieta, además de unos pocos habitantes que los acompañaron, en la ciudad de Concepción del Bermejo en el año 1609, durante el mandato del teniente de gobernador Domingo Verdejo de Rojas que había sucedido en 1603 al predecesor Francisco García Romero quien había mudado su residencia a la ciudad de Buenos Aires debido a los continuos ataques de los guaicurúes.
Finalmente el funcionario colonial Domingo Díaz Moreno y Pérez Cerqueyra fallecería alrededor del año 1610 en la ciudad de Concepción del Bermejo, la cual sería arrasada por los aborígenes chaqueños más de dos décadas después.

## Matrimonio y descendencia
El capitán portugués Domingo Díaz Moreno y Pérez Cerqueyra se había unido en matrimonio muy probablemente en Ponte de Lima hacia 1572 con Ana Pinta (n. Portugal, ca. 1553) y le concibió al menos un hijo:
- Gaspar de Sequeira (Ponte de Lima, ca. 1573-Concepción del Bermejo, 1614) que se casó hacia 1606 con Ana de Valenzuela Bohorques que le concibió en Talavera de Esteco a la primogénita Juana de Sequeira en 1607[b] —quien se matrimoniaría en 1638 con el hidalgo hispano-andaluz Pedro Gómez de Aguiar,[6][7] alcalde y teniente de gobernador de Corrientes— y luego de trasladarse a Concepción del Bermejo tuvieron tres hijos más, los dos futuros encomenderos y alcaldes correntinos Antón Martín de Don Benito y Díaz Moreno y su hermano Juan Díaz Moreno de Cerqueyra y Don Benito, y la menor Micaela de Sequeira.[c]